# Loch Achonachie
Loch Achonachie es un lago de agua dulce situado en Ross-Shire, Escocia, a aproximadamente 1,9 km al suroeste de Contin.
Ubicado sobre el río Conon, el lago es un embalse artificial creado con la construcción de la presa hidroeléctrica de Torr Achilty en 1955. Esta presa funciona como estación de control de todo el Proyecto del Valle del Conon, una de las principales obras de infraestructura desarrolladas tras la Segunda Guerra Mundial por la Junta Hidroeléctrica del Norte de Escocia.
Según el sitio web del Ordnance Survey, una posible etimología del nombre «Achonachie» proviene de los elementos en gaélico escocés ach (abreviación de achadh) y aonach, que significarían «Lago del campo de la colina».
El parque eólico de Fairburn domina el Loch Achonachie desde las laderas de Beinn an Rubha Riabhaich, una colina situada en su orilla sur. El parque eólico es propiedad privada de SSE plc.
Loch Achonachie es un lugar popular para los pescadores locales debido a sus abundantes poblaciones de trucha marina y salmón atlántico. La pesca está gestionada por el Loch Achonachie Angling Club.

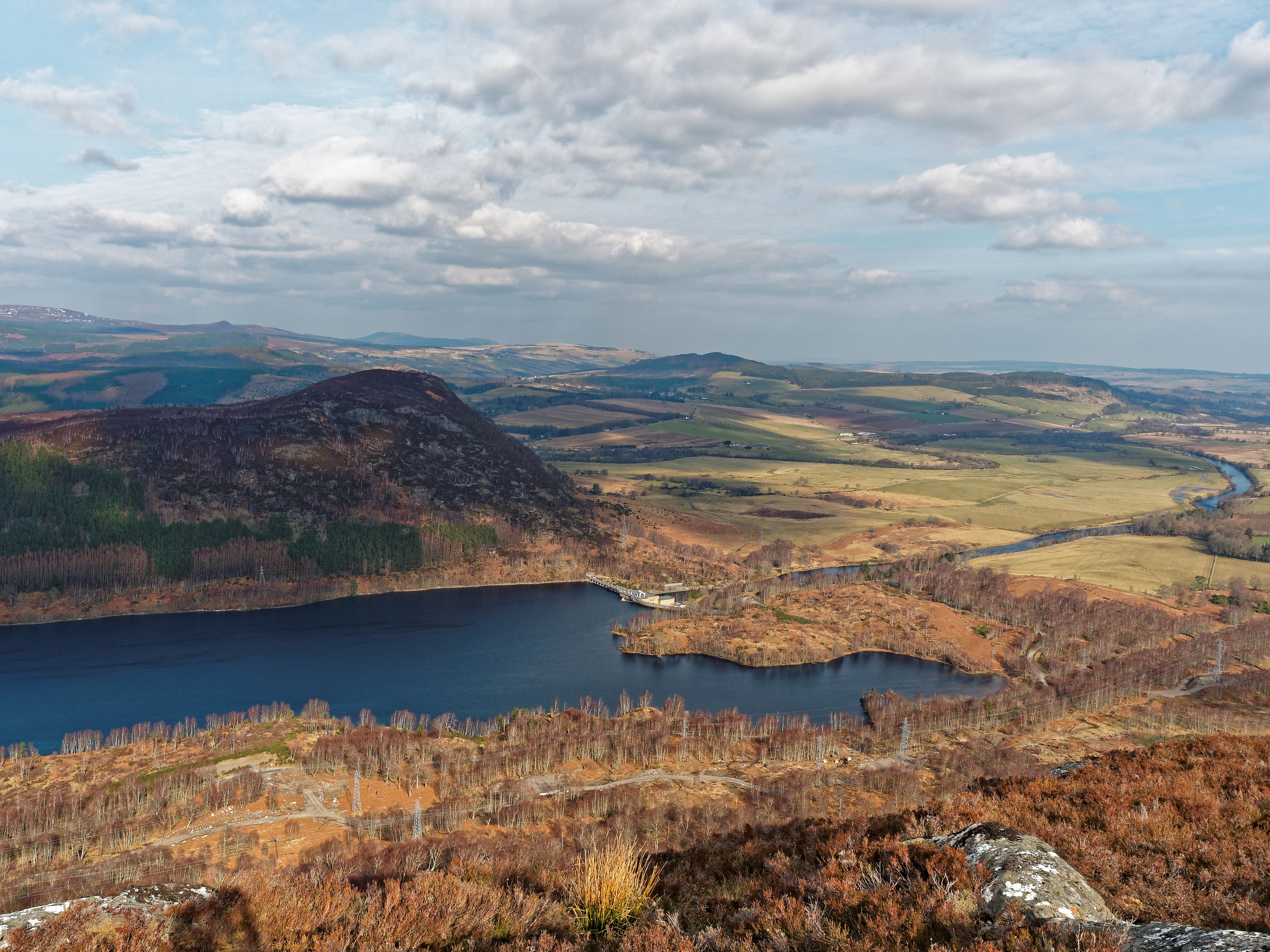
Loch Achonachie desde la ladera sur, con la colina Torr Achilty al centro-izquierda

La población de salmones del lago ha sido objeto de varios estudios científicos, el más reciente en 2018. Junto con el Loch Meig y el Loch Garve, se llevó a cabo un estudio conjunto de la Agencia Escocesa de Protección Ambiental y la Universidad de Glasgow sobre el comportamiento y el movimiento de los esguines de salmón en lagos represados.